# Saison 1935-1936 du Stade Malherbe Caen
Chronologie
Saison précédente Saison suivante
La saison 1935-1936 du Stade Malherbe de Caen est la deuxième saison professionnelle du club.
Le Stade Malherbe termine à la 6e place (sur 16) de  Division 2, avec 39 points (17 victoires, 3 nuls et 12 défaites).
La saison est aussi marquée par la démission du directeur de la section professionnelle du club, Henri David, en février 1936.

## Transferts
Victor Uzan arrive du  SC Tunis en août 1935 mais son contrat professionnel fait défaut ; en attendant sa régularisation, il joue avec l'équipe réserve. Le problème est réglé au mois de décembre par le paiement par le club d'une somme de 3 000 francs au club tunisien.

### Arrivées
| Nom               | Transfert    | Provenance                    |
| ----------------- | ------------ | ----------------------------- |
| Vlastimil Borecký |              | US Saint-Servan               |
| René Schillemann  |              | Le Havre AC                   |
| Henri Jan         |              | US Saint-Servan               |
| Kada Moulay       |              | GC Mascara (Algérie)          |
| Jean Pietri       |              | FC Antibes                    |
| Ferdinand Samek   |              | Berner SC Young Boys (Suisse) |
| Victor Uzan       | 3 000 francs | SC Tunis (Tunisie)            |
| Rezső Kohut       |              | Real Valladolid (Espagne)     |

### Départs
| Nom               | Transfert | Destination          |
| ----------------- | --------- | -------------------- |
| Georges Carbonnet |           | ESTAC Troyes         |
| Paul Krebs        |           | Havre AC             |
| André Carabeuf    |           | AS Saint-Étienne     |
| Cottin            |           |                      |
| Capelle           |           | Racing Club de Paris |

## Effectif

### Joueurs utilisés
| Nom               | Age    | Position             | Nationalité sportive | Matchs joués | Buts |
| ----------------- | ------ | -------------------- | -------------------- | ------------ | ---- |
| François Mayer    | 28 ans | Gardien              | Hongrie / France     | 35           | 1    |
| Wavelet           |        | Gardien              | France               | 2            | 0    |
| Émile Lopez       | 28 ans | Défenseur            | France               | 34           | 0    |
| Pierre Lopez      | 28 ans | Défenseur            | France               | 6            | 0    |
| Henri Jan         | 29 ans | Défenseur            | France               | 35           | 0    |
| Vilmos Frajt      | 31 ans | Milieu (demi-centre) | Hongrie              | 2            | 0    |
| Vlastimil Borecký | 29 ans | Milieu (demi-centre) | Tchécoslovaquie      | 35           | 3    |
| Kada Moulay       |        | Milieu (demi-aile)   | Algérie              | 15           | 0    |
| René Schillemann  | 28 ans | Milieu (demi-aile)   | France               | 29           | 1    |
| Rezső Kohut       | 27 ans | Ailier droit         | Hongrie              | 28           | 4    |
| Dernaz            |        | Ailier droit         | France               | 5            | 1    |
| Albert Rode       | 28 ans | Ailier gauche        | France               | 31           | 8    |
| Willy Delesse     |        | Attaquant            | France               | 28           | 9    |
| Jean Pietri       | 28 ans | Attaquant            | France               | 26           | 2    |
| Jean Falize       | 25 ans | Attaquant            | France               | 15           | 11   |
| Marcel Leperlier  |        | Attaquant            | France               | 16           | 2    |
| Gyula Szepes      | 26 ans | Attaquant            | Hongrie              | 20           | 10   |
| Ludovic Torres    |        | Attaquant            | France               | 3            | 0    |
| Ferdinand Samek   |        | Attaquant            | Autriche             | 21           | 6    |
| Victor Uzan       |        | Buteur               | Tunisie              | 16           | 16   |
| Michel            |        | Buteur               | France               | 2            | 2    |

## Les rencontres de la saison

### Championnat de deuxième division
| Date               | Journée | Adversaire                  | Lieu | Score   | Composition                                                                                 | Buteurs SMC                         | Class. |
| ------------------ | ------- | --------------------------- | ---- | ------- | ------------------------------------------------------------------------------------------- | ----------------------------------- | ------ |
| 18 août 1935       | 1er     | CA Paris                    | Ext. | 1-1     |                                                                                             |                                     |        |
| 25 août 1935       | 2e      | OGC Nice                    | Dom. | 3-0     |                                                                                             | Borecky, Kohut, Szepes              |        |
| 1er septembre 1935 | 3e      | ESTAC Troyes                | Dom. | 1-3     |                                                                                             |                                     |        |
| 8 septembre 1935   | 4e      | Havre AC                    | Ext. | 1-1     |                                                                                             | Kohut                               | 11e    |
| 15 septembre 1935  | 5e      | FC Rouen                    | Dom. | 0-2     |                                                                                             |                                     | 12e    |
| 22 septembre 1935  | 6e      | Stade de Reims              | Ext. | 1-0     |                                                                                             | Falize                              | 11e    |
| 29 septembre 1935  | 7e      | AC Amiens                   | Dom. | 3-2     |                                                                                             |                                     | 8e     |
| 6 octobre 1935     | 8e      | USL Dunkerque               | Ext. | 0-2     |                                                                                             |                                     | 9e     |
| 13 octobre 1935    | 9e      | US Boulogne                 | Dom. | 1-1     |                                                                                             |                                     |        |
| 20 octobre 1935    | 10e     | AS Saint-Etienne            | Ext. | 3-0     |                                                                                             |                                     | 9e     |
| 29 décembre 1935   | 11e     | Lyon Olympique Villeurbanne | Dom. | 2-0     |                                                                                             |                                     |        |
| 2 janvier 1935     | 12e     | RC Roubaix                  | Ext. | 2-0     |                                                                                             |                                     |        |
| 17 novembre 1935   | 13e     | AS Nancy-Lorraine           | Dom. | 9-0     |                                                                                             | Uzan (4), Samek (2), Kohut, Delesse | 8e     |
| 8 décembre 1935    | 14e     | RC Calais                   | Ext. | 2-4     |                                                                                             | Delesse, Rodes, Uzan (2)            | 6e     |
| 22 décembre 1935   | 15e     | SO Montpellier              | Dom. | 4-2     |                                                                                             |                                     | 5e     |
| 25 décembre 1935   | 16e     | RC Lens                     | Ext. | 4-0     |                                                                                             |                                     |        |
| 19 janvier 1936    | 17e     | FCO Charleville             | Ext. | 3-0     |                                                                                             |                                     | 7e     |
| 26 janvier 1936    | 18e     | CA Paris                    | Dom. | 2-3     |                                                                                             |                                     | 8e     |
| 21 mai 1936        | 19e     | OGC Nice                    | Ext. | 5-2     |                                                                                             |                                     |        |
| 23 février 1936    | 20e     | ESTAC Troyes                | Ext. | 2-2     |                                                                                             |                                     |        |
| 1er mars 1936      | 21e     | Le Havre AC                 | Dom. | 3-0     |                                                                                             | Uzan (3)                            | 8e     |
| 7 juin 1936        | 22e     | FC Rouen                    | Ext. | 6-2     |                                                                                             |                                     |        |
| 15 mars 1936       | 23e     | Stade de Reims              | Dom. | 1-0     |                                                                                             |                                     | 7e     |
| 22 mars 1936       | 24e     | AC Amiens                   | Ext. | 1-3     |                                                                                             |                                     | 8e     |
| 29 mars 1936       | 25e     | USL Dunkerque               | Dom. | 1-0     |                                                                                             | Leperlier                           | 7e     |
| 5 avril 1936       | 26e     | US Boulogne                 | Ext. | 0-1     |                                                                                             |                                     | 8e     |
| 12 avril 1936      | 27e     | AS Saint-Etienne            | Dom. | 3-1     |                                                                                             | Uzan (2), Kohut                     |        |
| 21 avril 1936      | 28e     | Lyon Olympique Villeurbanne | Ext. | forfait |                                                                                             |                                     |        |
| 26 avril 1936      | 29e     | RC Roubaix                  | Dom. | 0-2     |                                                                                             |                                     | 7e     |
| 3 mai 1936         | 30e     | AS Nancy-Lorraine           | Ext. | 3-3     |                                                                                             |                                     |        |
| 10 mai 1936        | 31e     | RC Calais                   | Dom. | 4-0     |                                                                                             | Rodes, Borecky, Uzan (2)            |        |
| 17 mai 1936        | 32e     | SO Montpellier              | Ext. | 4-2     | Rodes, Kohut, Szepes, Uzan, Delesse Kada, Borecky et Schillemann. Jan et Lopez. Mayer       | Rodes, Delesse                      | 5e     |
| 24 mai 1936        | 33e     | RC Lens                     | Dom. | 2-1     | Wavelet, Lopez 1 et Jan, Kada, Borecky et Piétri, Deruaz, Samek, Szepes, Leperlier et Rodes | Deruaz (2)                          | 5e     |
| 31 mai 1936        | 34e     | FCO Charleville             | Dom. | 2-3     | Rodes, Szepes, Michel, Samek et Dernaz, Kada, Borecky et Plétri, Jan et Lopez 1, Wavelet.   | Szepes, Michel                      | 5e     |

### Classement final
| Rang | Équipe                | Pts     | J       | G       | N       | P       | Bp      | Bc      | Diff    |
| ---- | --------------------- | ------- | ------- | ------- | ------- | ------- | ------- | ------- | ------- |
| 1    | FC Rouen              | 54      | 34      | 25      | 4       | 5       | 119     | 33      | +86     |
| 2    | RC Roubaix            | 52      | 34      | 23      | 6       | 5       | 98      | 40      | +58     |
| 3    | AS Saint-Étienne      | 52      | 34      | 24      | 4       | 6       | 99      | 49      | +50     |
| 4    | RC Lens               | 44      | 34      | 17      | 10      | 7       | 72      | 43      | +29     |
| 5    | Amiens AC             | 40      | 34      | 18      | 4       | 12      | 73      | 61      | +12     |
| 6    | SM Caen               | 39      | 34      | 17      | 5       | 12      | 68      | 57      | +11     |
| 7    | RC Calais             | 38      | 34      | 14      | 10      | 10      | 75      | 54      | +21     |
| 8    | SO MontpellierR       | 37      | 34      | 15      | 7       | 12      | 54      | 46      | +8      |
| 9    | OGC NiceP             | 34      | 34      | 14      | 6       | 14      | 53      | 59      | -6      |
| 10   | CA Paris              | 33      | 34      | 12      | 9       | 13      | 43      | 55      | -12     |
| 11   | Stade de ReimsP       | 33      | 34      | 15      | 3       | 16      | 62      | 74      | -12     |
| 12   | FCO CharlevilleP      | 29      | 34      | 11      | 7       | 16      | 55      | 59      | -4      |
| 13   | AS Troyes-savinienneP | 27      | 34      | 11      | 5       | 18      | 66      | 69      | -3      |
| 14   | US BoulogneP          | 27      | 34      | 12      | 3       | 19      | 57      | 86      | -29     |
| 15   | Olympique DunkerqueP  | 25      | 34      | 11      | 3       | 20      | 46      | 68      | -22     |
| 16   | Le Havre AC           | 22      | 34      | 8       | 6       | 20      | 47      | 86      | -39     |
| 17   | AS Villeurbanne       | 15      | 34      | 5       | 5       | 24      | 40      | 99      | -59     |
| 18   | FC NancyP             | 11      | 34      | 3       | 5       | 26      | 33      | 122     | -89     |
| 19   | SC Nîmes              | Forfait | Forfait | Forfait | Forfait | Forfait | Forfait | Forfait | Forfait |

 Victoire à 2 points. # position ; G gagnés ; N match nuls ; P perdus ; Bp et Bc buts pour et buts contre.

### Coupe de France
| Date             | Tour          | Adversaire          | Lieu     | Score | Buteurs SMC                 | Public |
| ---------------- | ------------- | ------------------- | -------- | ----- | --------------------------- | ------ |
| 3 novembre 1935  | 3e tour       | CO Aubervilliers    | Caen     | 4-2   |                             |        |
| 24 novembre 1935 | 4e tour       | Stade Saint-Germain | Caen     | 8-1   |                             |        |
| 15 décembre 1935 | 32e de finale | US Bruay            | Caen     | 3-0   | Falize, Szepes (2)          |        |
| 5 janvier 1936   | 16e de finale | Stade français      | Le Havre | 4-2   | Falize (2), Delesse, Szepes | 5 000  |
| 2 février 1936   | 8e de finale  | Racing Club         | Rouen    | 1-5   | Falize                      | 9 778  |